# 経済ジャーナル (和歌山放送)
『経済ジャーナル』（けいざい ジャーナル）は和歌山放送で毎週日曜日に生放送されている経済情報番組である。

## 放送日時
- 開始年月日不明～2021年3月 毎週日曜8:20-9:00
- 2021年4月～現在 毎週日曜12:00-12:40（地方創生プログラム ONE-Jの放送開始による）

ただし、全国高等学校野球選手権和歌山大会開催時、並びに全国高等学校野球選手権大会全国大会の和歌山県代表の試合が重なる場合には、放送時間の臨時変更や、短縮版が放送されたこともある。また箱根駅伝の開催日（毎年1月2・3日）が日曜日に重なる場合、19:00-19:40に振り替えて放送したことがあった。

## 出演
パーソナリティー
- 寺門秀介（和歌山放送アナウンサー・ニュースデスク）
  - ただし、和歌山県議会本会議や国政選挙、大規模な地方選挙があるときは取材要員となるため、別のアナウンサー（笠野衣美他）が出演する例もある。

コメンテーター（隔週入れ替え）
- 大泉英次（和歌山大学名誉教授）
- 足立基浩（和歌山大学経済学部教授）

## コーナー
- 「経済フラッシュ」 - 直近1週間の経済をめぐるニュース・トピックスを国内外から集めて振り返る。
- 「大泉英次の経済トピックス」「足立基浩の経済解剖学」 - コメンテーターがメインとなるコーナー。出演者によりタイトルは変わるが内容はほぼ同じ。最近の経済をめぐる動きについて解説してもらう
- 「ピックアップ和歌山」 - 和歌山県の企業・団体などの最近の新商品、新サービス、メセナ活動などの取り組みを取材テープを交えてレポートする
- 「経済一口メモ」 - 経済用語解説